# 刘崧 (斯诺克运动员)
刘崧（1983年12月8日—），男，天津人，中國职业斯诺克选手。他的职业生涯世界最高排名是2008/2009赛季的第53名。他在大约10岁时开始接触斯诺克，1998年，他参加天津当地的一场比赛，获得自己的首个冠军。